# 板戸井公園

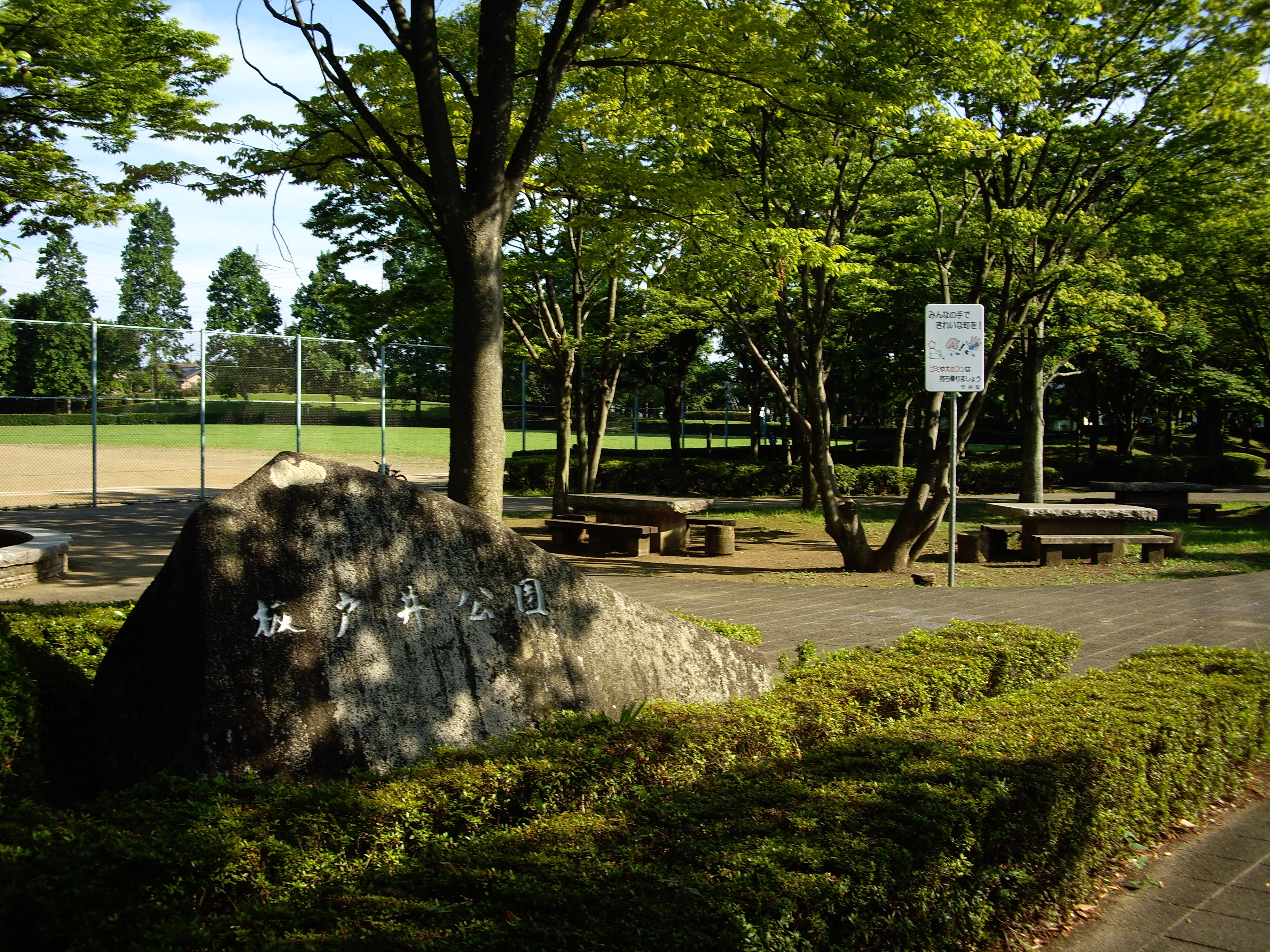
板戸井公園・入口

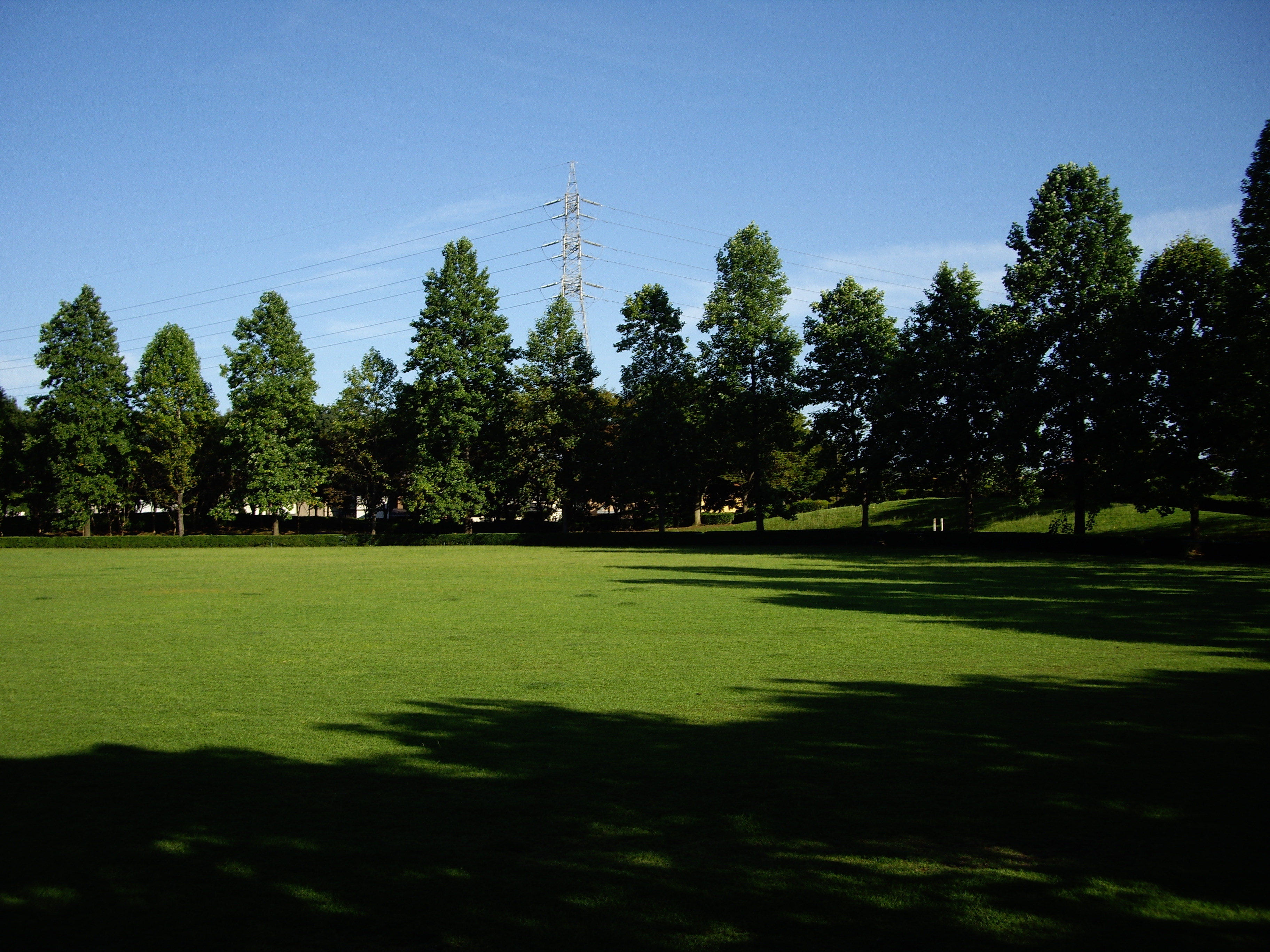
板戸井公園・野球場

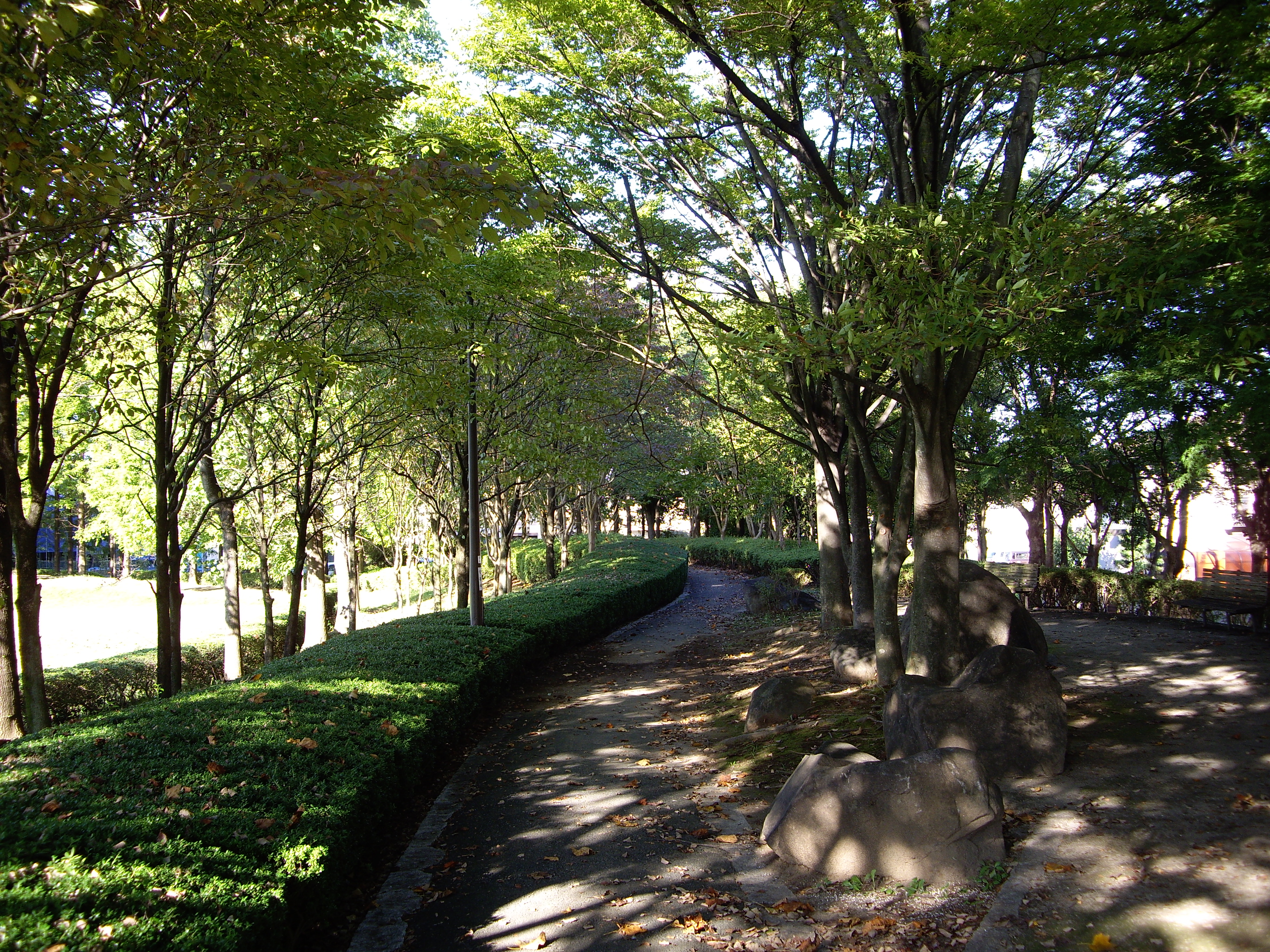
板戸井公園・並木道

板戸井公園（いたといこうえん）は、茨城県守谷市薬師台三丁目にある近隣公園である。面積は20,201m2。

## 概要
常総ニュータウン北守谷造成時に作られた公園の1つである。北守谷地区の三大公園の一つで、外野部を中心に多目的に使用できる野球場が敷地の多くを占めている。また、敷地内には遊具等も設置されている。公園のそばには北守谷遊歩道、守谷市立大井沢小学校があり、遊歩道を通って立沢公園、大山公園方面へ行くことができる。